# Sci di fondo ai XVIII Giochi olimpici invernali
Nello sci di fondo ai XVIII Giochi olimpici invernali furono disputate dieci gare, cinque maschili e cinque femminili.
Rispetto all'edizione precedente furono introdotte alcune variazioni nel programma: la 30 km maschile e la 15 km femminile si disputarono in tecnica classica anziché in tecnica libera, mentre la 50 km maschile e la 30 km femminile si disputarono in tecnica libera anziché in tecnica classica.

## Risultati

### Uomini

#### 10 km
La gara sulla distanza di 10 km si disputò in tecnica classica il 12 febbraio sul percorso che si snodava nello stadio Snow Harp di Hakuba, con un dislivello massimo di 100 m; presero parte alla competizione 97 atleti.
| Posizione | Atleta           | Nazione    | Tempo   |
| --------- | ---------------- | ---------- | ------- |
| 1         | Bjørn Dæhlie     | Norvegia   | 27:24,5 |
| 2         | Markus Gandler   | Austria    | 27:32,5 |
| 3         | Mika Myllylä     | Finlandia  | 27:40,1 |
| 4         | Vladimir Smirnov | Kazakistan | 27:45,1 |
| 5         | Thomas Alsgaard  | Norvegia   | 27:48,1 |
| 6         | Jaak Mae         | Estonia    | 27:56,0 |
| 7         | Erling Jevne     | Norvegia   | 27:58,7 |
| 8         | Andrus Veerpalu  | Estonia    | 28:00,7 |
| 9         | Sture Sivertsen  | Norvegia   | 28:10,6 |
| 10        | Silvio Fauner    | Italia     | 28:15,5 |

#### 30 km
La gara sulla distanza di 30 km si disputò in tecnica classica il 9 febbraio sul percorso che si snodava nello stadio Snow Harp di Hakuba, con un dislivello massimo di 113 m; presero parte alla competizione 72 atleti.
| Posizione | Atleta            | Nazione   | Tempo     |
| --------- | ----------------- | --------- | --------- |
| 1         | Mika Myllylä      | Finlandia | 1:33:55,8 |
| 2         | Erling Jevne      | Norvegia  | 1:35:27,1 |
| 3         | Silvio Fauner     | Italia    | 1:36:08,5 |
| 4         | Jari Isometsä     | Finlandia | 1:36:51,4 |
| 5         | Fulvio Valbusa    | Italia    | 1:37:31,1 |
| 6         | Harri Kirvesniemi | Finlandia | 1:37:45,9 |
| 7         | Marco Albarello   | Italia    | 1:38:07,1 |
| 8         | Giorgio Di Centa  | Italia    | 1:38:14,9 |
| 9         | Vladimir Legotin  | Russia    | 1:38:23,7 |
| 10        | Per Elofsson      | Svezia    | 1:38:47,0 |

#### 50 km
La gara sulla distanza di 50 km si disputò in tecnica libera il 22 febbraio sul percorso che si snodava nello stadio Snow Harp di Hakuba, con un dislivello massimo di 113 m; presero parte alla competizione 75 atleti.
| Posizione | Atleta             | Nazione    | Tempo     |
| --------- | ------------------ | ---------- | --------- |
| 1         | Bjørn Dæhlie       | Norvegia   | 2:05:08,2 |
| 2         | Niklas Jonsson     | Svezia     | 2:05:16,3 |
| 3         | Christian Hoffmann | Austria    | 2:06:01,8 |
| 4         | Aleksej Prokurorov | Russia     | 2:06:41,5 |
| 5         | Fulvio Valbusa     | Italia     | 2:06:44,3 |
| 6         | Thomas Alsgaard    | Norvegia   | 2:07:21,5 |
| 7         | Johann Mühlegg     | Germania   | 2:10:12,1 |
| 8         | Vladimir Smirnov   | Kazakistan | 2:07:26,4 |
| 9         | Maurizio Pozzi     | Italia     | 2:08:13,2 |
| 10        | Silvio Fauner      | Italia     | 2:08:44,3 |

#### Inseguimento 25 km
La gara di inseguimento sulla distanza di 15 km si disputò in tecnica libera il 14 febbraio sul percorso che si snodava nello stadio Snow Harp di Hakuba, con un dislivello massimo di 61 m; presero parte alla competizione 74 atleti. Il formato di gara prevedeva la partenza degli atleti scaglionata secondo l'ordine di piazzamento nella 10 km a tecnica classica, disputata due giorni prima; la classifica finale era determinata dall'ordine con il quale attraversavano il traguardo.
| Posizione | Atleta           | Nazione    | Tempo     |
| --------- | ---------------- | ---------- | --------- |
| 1         | Thomas Alsgaard  | Norvegia   | 1:07:01,7 |
| 2         | Bjørn Dæhlie     | Norvegia   | 1:07:02,8 |
| 3         | Vladimir Smirnov | Kazakistan | 1:07:31,5 |
| 4         | Silvio Fauner    | Italia     | 1:07:48,9 |
| 5         | Fulvio Valbusa   | Italia     | 1:07:49,1 |
| 6         | Mika Myllylä     | Finlandia  | 1:07:50,6 |
| 7         | Markus Gandler   | Austria    | 1:08:14,2 |
| 8         | Jari Isometsä    | Finlandia  | 1:08:19,4 |
| 9         | Sergej Čepikov   | Russia     | 1:08:24,3 |
| 10        | Niklas Jonsson   | Svezia     | 1:08:25,7 |

#### Staffetta 4x10 km
La gara di staffetta si disputò il 17 febbraio sul percorso che si snodava nello stadio Snow Harp di Hakuba, con un dislivello massimo di 98 m; presero parte alla competizione 20 squadre nazionali.
| Posizione | Nazione   | Atleti                                                             | Tempo     |
| --------- | --------- | ------------------------------------------------------------------ | --------- |
| 1         | Norvegia  | Sture Sivertsen Erling Jevne Bjørn Dæhlie Thomas Alsgaard          | 1:40:55,7 |
| 2         | Italia    | Marco Albarello Fulvio Valbusa Fabio Maj Silvio Fauner             | 1:40:55,9 |
| 3         | Finlandia | Harri Kirvesniemi Mika Myllylä Sami Repo Jari Isometsä             | 1:42:15,5 |
| 4         | Svezia    | Mathias Fredriksson Niklas Jonsson Per Elofsson Henrik Forsberg    | 1:42:25,2 |
| 5         | Russia    | Vladimir Legotin Aleksej Prokurorov Sergej Krjanin Sergej Čepikov  | 1:42:39,5 |
| 6         | Svizzera  | Jeremias Wigger Beat Koch Reto Burgermeister Wilhelm Aschwanden    | 1:42:49,2 |
| 7         | Giappone  | Katsuhito Ebisawa Hiroyuki Imai Mitsuo Horigome Kazutoshi Nagatama | 1:43:06,7 |
| 8         | Germania  | Andreas Schlütter Jochen Behle René Sommerfeldt Johann Mühlegg     | 1:43:16,1 |
| 9         | Austria   | Markus Gandler Alois Stadlober Achim Walcher Christian Hoffmann    | 1:43:16,5 |
| 10        | Estonia   | Andrus Veerpalu Raul Olle Elmo Kassin Jaak Mae                     | 1:44:20,9 |

### Donne

#### 5 km
La gara sulla distanza di 5 km si disputò in tecnica classica il 10 febbraio sul percorso che si snodava nello stadio Snow Harp di Hakuba, con un dislivello massimo di 98 m; presero parte alla competizione 79 atlete.
| Posizione | Atleta                    | Nazione   | Tempo   |
| --------- | ------------------------- | --------- | ------- |
| 1         | Larisa Lazutina           | Russia    | 17:37,9 |
| 2         | Kateřina Neumannová       | Rep. Ceca | 17:42,7 |
| 3         | Bente Skari               | Norvegia  | 17:49,4 |
| 4         | Nina Gavryljuk            | Russia    | 17:50,3 |
| 5         | Ol'ga Danilova            | Russia    | 17:51,3 |
| 6         | Marit Mikkelsplass        | Norvegia  | 17:53,5 |
| 7         | Anita Moen                | Norvegia  | 18:04,4 |
| 8         | Trude Dybendahl           | Norvegia  | 18:08,0 |
| 9         | Gabriella Paruzzi         | Italia    | 18:14,7 |
| 10        | Brigitte Albrecht-Loretan | Svizzera  | 18:16,5 |

#### 15 km
La gara sulla distanza di 15 km si disputò in tecnica classica l'8 febbraio sul percorso che si snodava nello stadio Snow Harp di Hakuba, con un dislivello massimo di 113 m; presero parte alla competizione 65 atlete.
| Posizione | Atleta                  | Nazione    | Tempo   |
| --------- | ----------------------- | ---------- | ------- |
| 1         | Ol'ga Danilova          | Russia     | 46:55,4 |
| 2         | Larisa Lazutina         | Russia     | 47:01,0 |
| 3         | Anita Moen              | Norvegia   | 47:52,6 |
| 4         | Iryna Taranenko-Terelja | Ucraina    | 48:10,2 |
| 5         | Marit Mikkelsplass      | Norvegia   | 48:12,5 |
| 6         | Trude Dybendahl         | Norvegia   | 48:19,0 |
|           | Bente Skari             | Norvegia   | 48:19,0 |
| 8         | Stefania Belmondo       | Italia     | 48:57,7 |
| 9         | Kateřina Neumannová     | Rep. Ceca  | 49:01,9 |
| 10        | Jaroslava Bukvajová     | Slovacchia | 49:02,0 |

#### 30 km
La gara sulla distanza di 30 km si disputò in tecnica libera il 20 febbraio sul percorso che si snodava nello stadio Snow Harp di Hakuba, con un dislivello massimo di 113 m; presero parte alla competizione 63 atlete.
| Posizione | Atleta                  | Nazione  | Tempo     |
| --------- | ----------------------- | -------- | --------- |
| 1         | Julija Čepalova         | Russia   | 1:22:01,5 |
| 2         | Stefania Belmondo       | Italia   | 1:22:11,7 |
| 3         | Larisa Lazutina         | Russia   | 1:23:15,7 |
| 4         | Elin Nilsen             | Norvegia | 1:24:24,5 |
| 5         | Elena Välbe             | Russia   | 1:24:52,8 |
| 6         | Maria Theurl            | Austria  | 1:24:54,3 |
| 7         | Brigitte Albrecht       | Svizzera | 1:25:15,0 |
| 8         | Iryna Taranenko-Terelja | Ucraina  | 1:25:22,3 |
| 9         | Marit Mikkelsplass      | Norvegia | 1:25:36,9 |
| 10        | Gabriella Paruzzi       | Italia   | 1:26:06,0 |

#### Inseguimento 15 km
La gara di inseguimento sulla distanza di 10 km si disputò in tecnica libera il 12 febbraio sul percorso che si snodava nello stadio Snow Harp di Hakuba, con un dislivello massimo di 57 m; presero parte alla competizione 69 atlete. Il formato di gara prevedeva la partenza delle atlete scaglionata secondo l'ordine di piazzamento nella 5 km a tecnica classica, disputata due giorni prima; la classifica finale era determinata dall'ordine con il quale attraversavano il traguardo.
| Posizione | Atleta                    | Nazione   | Tempo   |
| --------- | ------------------------- | --------- | ------- |
| 1         | Larisa Lazutina           | Russia    | 46:06,9 |
| 2         | Ol'ga Danilova            | Russia    | 46:13,4 |
| 3         | Kateřina Neumannová       | Rep. Ceca | 46:14,2 |
| 4         | Iryna Taranenko-Terelja   | Ucraina   | 46:17,1 |
| 5         | Stefania Belmondo         | Italia    | 46:19,6 |
| 6         | Julija Čepalova           | Russia    | 46:28,4 |
| 7         | Nina Gavryljuk            | Russia    | 46:49,3 |
| 8         | Anita Moen                | Norvegia  | 47:04,6 |
| 9         | Bente Skari               | Norvegia  | 47:11,1 |
| 10        | Brigitte Albrecht-Loretan | Svizzera  | 47:11,8 |

#### Staffetta 4x5 km
La gara di staffetta si disputò il 15 febbraio sul percorso che si snodava nello stadio Snow Harp di Hakuba, con un dislivello massimo di 98 m; presero parte alla competizione 16 squadre nazionali.
| Posizione | Nazione   | Atleti                                                                       | Tempo   |
| --------- | --------- | ---------------------------------------------------------------------------- | ------- |
| 1         | Russia    | Nina Gavryljuk Ol'ga Danilova Elena Välbe Larisa Lazutina                    | 55:13,5 |
| 2         | Norvegia  | Bente Skari Marit Mikkelsplass Elin Nilsen Anita Moen                        | 55:38,0 |
| 3         | Italia    | Karin Moroder Gabriella Paruzzi Manuela Di Centa Stefania Belmondo           | 56:53,5 |
| 4         | Svizzera  | Sylvia Honegger Andrea Huber Brigitte Albrecht-Loretan Natascia Leonardi     | 56:55,2 |
| 5         | Germania  | Kati Wilhelm Manuela Henkel Constanze Blum Anke Reschwamm-Schulze            | 56:56,5 |
| 6         | Rep. Ceca | Jana Saldová Kateřina Neumannová Kateřina Hanusová Zuzana Kočumová           | 56:58,7 |
| 7         | Finlandia | Tuulikki Pyykkönen Milla Jauho Satu Salonen Anita Nyman                      | 57:34,3 |
| 8         | Svezia    | Antonina Ordina Anette Fanqvist Magdalena Forsberg Karin Säterkvist          | 57:53,7 |
| 9         | Ucraina   | Valentyna Ševčenko Iryna Taranenko-Terelja Olena Hajasova Maryna Pestrjakova | 57:54,8 |
| 10        | Giappone  | Tomomi Otaka Sumiko Yokoyama Fumiko Aoki Kumiko Yokoyama                     | 58:22,8 |

## Medagliere per nazioni
| Posizione | Nazione    | Oro | Argento | Bronzo | Totale |
| --------- | ---------- | --- | ------- | ------ | ------ |
| 1         | Russia     | 5   | 2       | 1      | 8      |
| 2         | Norvegia   | 4   | 3       | 2      | 9      |
| 3         | Finlandia  | 1   | 0       | 2      | 3      |
| 4         | Italia     | 0   | 2       | 2      | 4      |
| 5         | Austria    | 0   | 1       | 1      | 2      |
|           | Rep. Ceca  | 0   | 1       | 1      | 2      |
| 7         | Svezia     | 0   | 1       | 0      | 1      |
| 8         | Kazakistan | 0   | 0       | 1      | 1      |